# Ghetto-Tech
Ghetto-Tech (či Ghettotech, jinak znám jako Techno Bass nebo Detroit Bass) je forma elektronické taneční hudby pocházející z Detroitu. 

Kombinuje Booty House a UK garage s electrem, technem, hip-hopem, a s vokály převzatými ze stylů jako např. Miami Bass. Je obvykle rychlejší než většina jiných tanečních hudebních žánrů, zhruba 145 až 170 BPM, a často obsahuje až pornografické texty. 

Ghetto-Tech byl vytvořen několika Detroitskými diskžokeji a producenty, s výrazným vlivem z Miami Bass, UK garage a Booty Housu, kolem roku 1994. 

## Interpreti
- Disco D
- DJ Assault
- DJ Dick Nixon / Sekter .17
- DJ Godfather
- DJ Nasty
- DJ Shortstop
- DJ Starski
- Erotek
- Mr. De'

## Vydavatelství
- Databass Records
- Electrofunk Records
- Intuit-Solar
- Motor City Electro Company
- Twilight 76 Records